# Silo d'Osma
Silo va ser, segons alguns autors, un monjo benedictí que va ser bisbe d'Osma, nomenat amb motiu de la primera conquesta de la ciutat el 938.
Hom el considera el darrer bisbe de la diòcesi documentat abans de la seva restauració definitiva. La notícia la dona fra Prudencio de Sandoval, segons el qual era un monjo benedictí del monestir de San Pedro de Arlanza, a la qual dona autoritat Enrique Flórez. Va ser nomenat bisbe en ocupar els cristians Osma, després de la batalla del 938 del rei Ramir II de Lleó i del comte Ferran González contra els musulans, tot i que es desconeix exactament quina va ser la data. Aquest nomenament, tanmateix, no va tenir gaire efectivitat, perquè la ciutat va ser reconquerida pels musulmans posteriorment. No és fins a 1102 quan es documenta un nou bisbe amb el restabliment de la diòcesi en mans de Pere de Bourges, tot i que se sap que els límits del bisbat van ser confirmats al concili d'Husillos de 1088.